# Hibbertia polystachya
Hibbertia polystachya är en tvåhjärtbladig växtart som beskrevs av George Bentham. Hibbertia polystachya ingår i släktet Hibbertia och familjen Dilleniaceae. Inga underarter finns listade i Catalogue of Life.